# Гарри, Ричард
Ричард Льюис Ллойд Гарри (англ. Richard Lewis Lloyd Harry, родился 30 ноября 1967 в Сиднее) — австралийский регбист, игравший на позициях фланкера и пропа, чемпион мира 1999 года. Сын Филиппа Гарри, в прошлом главы Австралийского регбийного союза.

## Карьера игрока

### Клубная
Начинал карьеру в регби в команде «Иствуд» из Сиднея. Выступал долгое время за команду Нового Южного Уэльса, в 1995 году перешёл в профессиональное регби в команду «Уаратаз». Выступал в «Иствуде» на позиции фланкера, однако затем перешёл в переднюю линию и занял место пропа, на котором и выступал за «Уаратаз». В 2000 году провёл прощальный матч в составе международной команды «Барбарианс» против сборной ЮАР

### В сборной
Выступал во второй сборной Австралии на позиции пропа. Был заявлен на чемпионат мира 1995 года в ЮАР, но ни разу там не сыграл. Полноценный дебют состоялся в тест-матче через год против Уэльса в Брисбейне. Всего он сыграл 37 игр и набрал 5 очков, занеся одну попытку. В 1999 году он выиграл чемпионат мира в Великобритании (это было первое чемпионство Австралии), в 2000 году завоевал Кубок трёх наций. В том же году по окончании Кубка трёх наций объявил о завершении игровой карьеры.

## После карьеры игрока
В 2005 году Гарри был включён в символическую сборную Австралии 1990-х под номером 1. В настоящий момент Гарри является членом Международной ассоциации регбистов.